# Huvudmonterad display

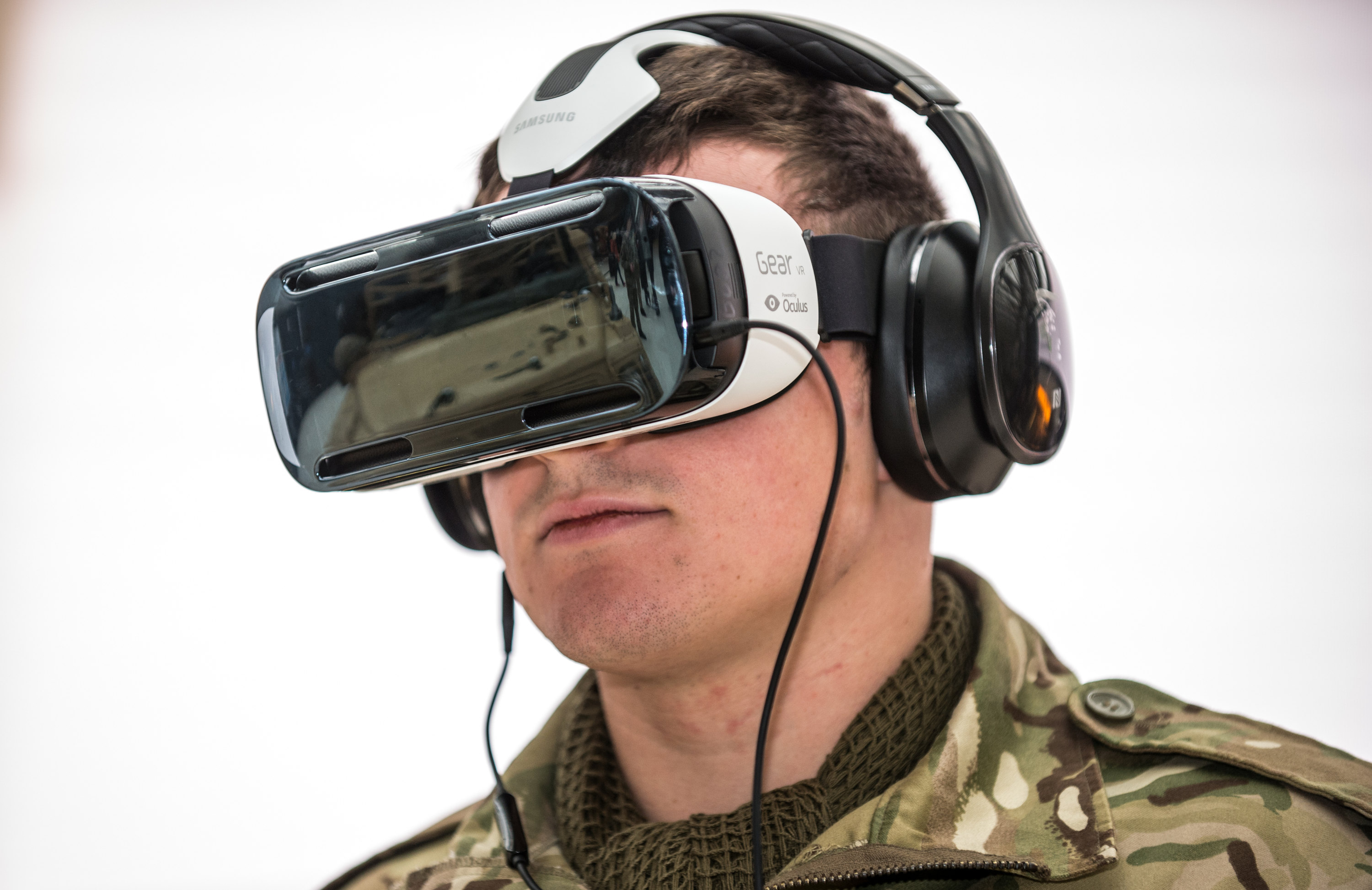
En soldat använder huvudmonterad display (VR-glasögon) typ Samsung Gear VR.

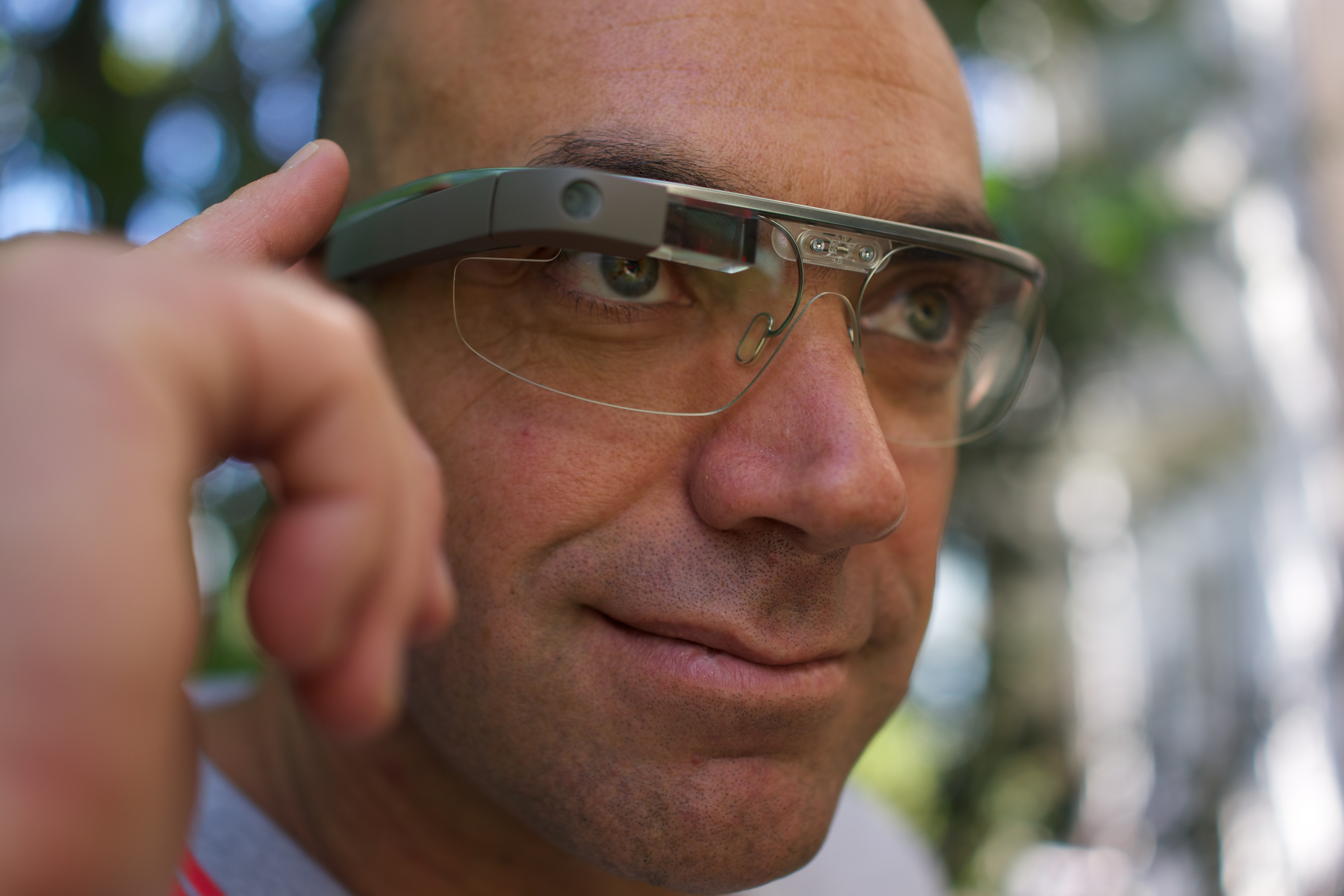
Smarta glasögon är en slags huvudmonterad display.

Huvudmonterad display eller hjälmmonterad display (kort: HMD, engelska: head-mounted display, helmet-mounted display) är en bildskärm (”display”) i form av eller del av glasögon eller visir som bärs på huvudet framför ögonen. Det finns olika typer av huvudmonterad display, exempelvis smarta glasögon och dito där bildskärmen utgörs av en siktlinjesindikator, eller VR-glasögon och dito med konventionell bildskärm. 
Principen används inom många industrier, däribland försvarsindustrin och spelindustrin.